# لاون الأول
لاون الأول أو ليون الأول أو ليو الأول كان أسقف روما من 29 سبتمبر 440 إلى 10 نوفمبر 461 م.

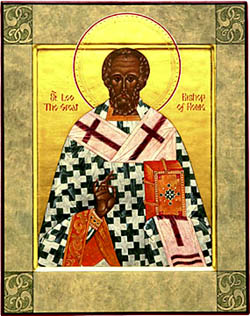
البابا ليون الأول

انعقد مجمع خلقيدونية سنة 451م يُعتبر من أهمّ المجامع، إذ نجم عن هذا المجمع انشقاقٌ أدّى إلى ابتعاد الكنائس الأرثوذكسية المشرقية (: القبطيّة والأرمنيّة والسريانيّة) عن الشركة مع الكنيستين الرومانيّة والبيزنطيّة الذين يرون أن مجمع خلقيدونية المجمع المسكوني الرابع.
الكنائس المشرقيّة رفضوا اصطلاح «طبيعتين» الذي كان يوازي عندهم لفظة (شخصين). وكانوا يفضلون عليها تعابير أخرى وردت عند البابا كيرلّس مثل عبارة «طبيعة واحدة» في قولته الشهيرة: «طبيعة واحدة للإله الكلمة المتجسد».
الخلقيدونيين يقولون إنه إن كان مجمع خلقيدونية سنة 451م قد سبب شقاقًا في الكنيسة، فإنهم يرون أن ما حدث كان رد فعل لمجمع أفسس الثاني عام 449م، الذي دعاه لاون أسقف روما بالمجمع اللصوصي، ويتهم بعض المؤرخون واللاهوتيون ديوسقورس بالعنف.[بحاجة لمصدر]